# کازوهیرو میاشیتا
کازوهیرو میاشیتا (انگلیسی: Kazuhiro Miyashita؛ زادهٔ ۶ اوت ۱۹۶۱) بازیکن هندبال اهل ژاپن بود.